# Ulises Villegas
Ulises Beltrán Villegas Rojas (La Ramada, Cutervo, 28 de julio de 1974) es un abogado y político peruano. Desde el 1 de enero de 2023, ocupa el cargo de alcalde del distrito de Comas, tras ser elegido en las elecciones municipales de 2022 para el periodo 2023-2026.

## Biografía
Nació en el distrito de La Ramada, perteneciente a la provincia de Cutervo, en el departamento de Cajamarca, el 28 de julio de 1974. Es hijo de César Emilio Villegas y Maruja Rojas, siendo el último de nueve hermanos. 
Perdió a su madre a la edad de cuatro años, lo que llevó a su familia a migrar a Lima a la edad de cinco años, llegó al distrito de Comas. Tras su llegada, se dedicó a la venta de chupetes, además fue conductor de una tricimoto. Realizó sus estudios primarios en el Colegio San Judas Tadeo N.º 3068. Después, hizo sus estudios secundarios en el Colegio Miguel Grau.
Posteriormente, continuó su formación académica en la Universidad Inca Garcilaso de la Vega, donde obtuvo el título de abogado, además de un bachillerato en Derecho y Ciencias Políticas. Asimismo, ha trabajado durante más de veinte años en el sector público, desempeñándose como funcionario, asesor y consultor municipal a nivel nacional. 

## Carrera política
Comenzó su carrera política como teniente alcalde de Comas tras ser elegido en las elecciones municipales de 2014, representando al partido Solidaridad Nacional, durante la gestión de Miguel Saldaña. Su experiencia en la administración municipal le permitió adquirir un amplio conocimiento en la gestión pública. En 2018, se postuló a la alcaldía de Comas por el partido Perú Patria Segura, aunque no tuvo éxito, quedando en segundo lugar en la contienda.

### Alcalde de Comas
En las elecciones municipales de 2022, postuló por el partido Somos Perú, siendo electo por el 20,6% de los votos. Posteriormente, Villegas ganó popularidad en las redes sociales con su cuenta de TikTok, donde publica temas de su gestión como alcalde.Gracias a ello ganó el apelativo de alcalde Tiktoker.
En enero de 2024, lideró el desalojo de los ambulantes del mercado de Chacracerro, que había sido un centro de comercio informal por casi 50 años. Este desalojo fue parte de un proyecto de embellecimiento del área, aunque generó inconformidad entre los vendedores afectados. Después de tomar esta medida, Villegas denunció haber recibido amenazas de muerte. En mayo, fue víctima de un asalto en el que fue agredido físicamente y le robaron su vehículo. Villegas atribuyó el ataque a las medidas que ha implementado contra la delincuencia y la fiscalización de prostíbulos, y responsabilizó a la presidenta Dina Boluarte por la falta de seguridad ciudadana, señalando que es responsabilidad de la Policía Nacional.